# Sidney Carroll
Sidney Carroll (* 25. Mai 1913 in New York City; † 3. November 1988 in Los Angeles, Kalifornien) war ein US-amerikanischer Drehbuchautor.

## Leben und Wirken
Sidney Carroll wuchs in Brooklyn auf. Er absolvierte ein Studium an der Harvard University, das er 1934 abschloss. Während des Studiums leitete er die Satirezeitschrift The Harvard Lampoon. 1940 heiratete er die Liedtexterin, Sängerin und Schauspielerin June Carroll (1917–2004). 1949 kam ihr gemeinsamer Sohn, der spätere Schriftsteller Jonathan Carroll, in New York zur Welt. Im selben Jahr begann Sidney Carroll in der Filmbranche zu arbeiten. Er schrieb Drehbücher für amerikanische TV-Shows wie Omnibus (ABC) und The Du Pont Show of the Week (NBC) sowie für TV-Specials wie die mit einem Emmy ausgezeichneten Dokumentationen The Louvre und The Forbidden City. Seltener war er als Autor für Kinofilme tätig, sein größter Erfolg in diesem Bereich war die Literaturverfilmung Haie der Großstadt, die ihm eine Oscarnominierung und den Writers Guild of America Award einbrachte.
1988 starb Carroll mit 75 Jahren in Los Angeles, sein Grab befindet sich im dortigen Mount Sinai Memorial Park.

## Filmografie (Auswahl)
- 1956: Omnibus – The Fine Art of Murder  (Fernsehserie)
- 1958–1959: Steve Canyon (Fernsehserie)
- 1960: Ich fand Julia Harrington (Fernsehfilm)
- 1961: Haie der Großstadt (The Hustler)
- 1962: The DuPont Show of the Week - Big Deal in Laredo  (Fernsehserie)
- 1964: A Golden Prison: The Louvre (Fernseh-Dokumentation)
- 1966: Das Mädchen aus der Cherry-Bar (Gambit)
- 1966: Höchster Einsatz in Laredo (A Big Hand for the Little Lady)
- 1973: Der Mann ohne Vaterland (Fernsehfilm) (The Man Without a Country)
- 1973: The Forbidden City (Fernseh-Dokumentation)
- 1975: Beacon Hill (Pilotfilm zur Fernsehserie)
- 1975: Der Graf von Monte Christo (The Count of Monte-Christo) (Fernsehfilm)
- 1976: Truman at Potsdam (Fernsehfilm)
- 1982: Die unglaublichen Geschichten von Roald Dahl (Fernsehserie, Tales of the Unexpected)
- 1986: Ike (Fernsehfilm)

## Auszeichnungen (Auswahl)
- 1957: Edgar Allan Poe Award in der Kategorie „Best Episode in a TV Series“ für die Episode The Fine Art of Murder in der TV-Serie Omnibus[3]
- 1962: Oscarnominierung in der Kategorie „Bestes adaptiertes Drehbuch“ für Haie der Großstadt
- 1962: Writers Guild of America Award in der Kategorie „Best Written Drama“ für Haie der Großstadt[4]
- 1963: Emmynominierung in der Kategorie „Outstanding writing achievement in Drama“ für The Du Pont Show of the Week[5]